# Rayan Aït-Nouri
Rayan Aït-Nouri (Montreuil, Isla de Francia, Francia, 6 de junio de 2001) es un futbolista argelino que juega de defensa en el Manchester City F. C. de la Premier League de Inglaterra.

## Selección nacional
Fue internacional sub-19 y sub-21 con la selección de fútbol de Francia. En categoría absoluta decidió jugar con Argelia e hizo su debut el 23 de marzo de 2023 en un encuentro de clasificación para la Copa Africana de Naciones de 2023 ante Níger.

## Estadísticas

### Clubes
Actualizado al último partido disputado el 30 de noviembre de 2024.
| Club                                     | Div.          | Temporada     | Liga  | Liga  | Liga   | Copas nacionales | Copas nacionales | Copas nacionales | Copas internacionales | Copas internacionales | Copas internacionales | Total | Total | Total  |
| Club                                     | Div.          | Temporada     | Part. | Goles | Asist. | Part.            | Goles            | Asist.           | Part.                 | Goles                 | Asist.                | Part. | Goles | Asist. |
| ---------------------------------------- | ------------- | ------------- | ----- | ----- | ------ | ---------------- | ---------------- | ---------------- | --------------------- | --------------------- | --------------------- | ----- | ----- | ------ |
| Angers S. C. O. II Francia               | 5.ª           | 2017-18       | 4     | 0     | 0      | —                | —                | —                | —                     | —                     | —                     | 4     | 0     | 0      |
| Angers S. C. O. II Francia               | 5.ª           | 2018-19       | 6     | 0     | 0      | —                | —                | —                | —                     | —                     | —                     | 6     | 0     | 0      |
| Angers S. C. O. II Francia               | Total club    | Total club    | 10    | 0     | 0      | 0                | 0                | 0                | 0                     | 0                     | 0                     | 10    | 0     | 0      |
| Angers S. C. O. Francia                  | 1.ª           | 2018-19       | 3     | 0     | 0      | 0                | 0                | 0                | —                     | —                     | —                     | 3     | 0     | 0      |
| Angers S. C. O. Francia                  | 1.ª           | 2019-20       | 17    | 0     | 2      | 0                | 0                | 0                | —                     | —                     | —                     | 17    | 0     | 2      |
| Angers S. C. O. Francia                  | 1.ª           | 2020-21       | 3     | 0     | 1      | —                | —                | —                | —                     | —                     | —                     | 3     | 0     | 1      |
| Angers S. C. O. Francia                  | Total club    | Total club    | 23    | 0     | 3      | 0                | 0                | 0                | 0                     | 0                     | 0                     | 23    | 0     | 3      |
| Wolverhampton Wanderers F. C. Inglaterra | 1.ª           | 2020-21       | 21    | 1     | 1      | 3                | 0                | 0                | —                     | —                     | —                     | 24    | 1     | 1      |
| Wolverhampton Wanderers F. C. Inglaterra | 1.ª           | 2021-22       | 23    | 1     | 2      | 4                | 0                | 1                | —                     | —                     | —                     | 27    | 1     | 3      |
| Wolverhampton Wanderers F. C. Inglaterra | 1.ª           | 2022-23       | 21    | 1     | 0      | 6                | 1                | 1                | —                     | —                     | —                     | 27    | 2     | 1      |
| Wolverhampton Wanderers F. C. Inglaterra | 1.ª           | 2023-24       | 33    | 2     | 1      | 5                | 1                | 1                | —                     | —                     | —                     | 38    | 3     | 2      |
| Wolverhampton Wanderers F. C. Inglaterra | 1.ª           | 2024-25       | 12    | 3     | 2      | 1                | 0                | 0                | —                     | —                     | —                     | 13    | 3     | 2      |
| Wolverhampton Wanderers F. C. Inglaterra | Total club    | Total club    | 111   | 8     | 6      | 19               | 2                | 3                | 0                     | 0                     | 0                     | 130   | 10    | 9      |
| Total carrera                            | Total carrera | Total carrera | 144   | 8     | 9      | 19               | 2                | 3                | 0                     | 0                     | 0                     | 163   | 10    | 12     |